# Konkurs Piosenki Eurowizji 2009
54. Konkurs Piosenki Eurowizji został zorganizowany 12, 14 i 16 maja 2009 na terenie kompleksu Olimpijskij w Moskwie przez rosyjskiego nadawcę publicznego Pierwyj kanał. Koncerty półfinałowe prowadzili Natalja Wodianowa i Andriej Małachow, a konkurs finałowy Iwan Urgant i Alsou.
Finał konkursu wygrał Alexander Rybak, reprezentant Norwegii z autorską piosenką „Fairytale”, za którą otrzymał, wówczas rekordową, liczbę 387 na 492 punktów możliwych do zdobycia.

## Lokalizacja
Dzięki wygraniu poprzedniego konkursu przez reprezentanta Rosji, Dimy Biłana, prawo do organizacji konkursu w 2009 otrzymał rosyjski nadawca publiczny Pierwyj kanał.
Po zwycięstwie Rosji w finale konkursu w 2008 rozpoczęły się spekulacje na temat tego, gdzie odbędzie się konkurs – za faworytów uważano Moskwę, popartą m.in. przez zwycięzcę konkursu dla Rosji, Dimę Biłana, oraz Petersburg, którego gubernator Walentina Matwijenko uznała, że będzie „bardzo wdzięczna”, jeżeli władze miasta dostaną ofertę organizacji konkursu. W lipcu 2008 ówczesny premier Rosji, Władimir Putin, stwierdził, że konkurs odbędzie się w Moskwie, a wicepremier Aleksander Żukow, któremu powierzono koordynację wydarzenia, ustalił miejsce organizacji na stołeczny kompleks Olimpijskij a daty na 14, 12 i 16 maja, co rosyjski nadawca oficjalnie wysłał EBU jako ich plan organizacji wydarzenia. EBU zatwierdziła projekt 13 września, oficjalnie ogłaszając Moskwę jako miejsce organizacji konkursu.

## Organizacja

### Projekt grafiki
Dzięki wygranej 54. Konkursu Piosenki Eurowizji w 2008 przez reprezentanta Rosji Dimę Biłana, prawo do organizacji konkursu w 2009 otrzymał rosyjski Pierwyj kanał. 30 stycznia 2009 telewizja zaprezentowała logo i temat przewodni konkursu – „Żar-ptak”. Pierwszy raz od 2001 konkurs nie miał oficjalnego sloganu.
Scena konkursowa została zaprojektowana przez amerykańskiego projektanta Johna Caseya, który był pomysłodawcą sceny konkursowej na konkurs w 1997 oraz współprojektantem konkursu w latach 1994–1995. Projekt sceny konkursowej w 2009 inspirowany był tematyką współczesnej awangardy rosyjskiej.
Pocztówki przed występami przedstawiały znane budynki, posągi, krajobrazy z danego kraju, wszystko na stronach książki; na końcu wyświetlano podstawowe zwroty w języku rosyjskim oraz tłumaczenie w języku angielskim.

### System głosowania
Po falach krytyki odnośnie do systemu głosowania podczas poprzedniego konkursu, EBU oceniła procedurę głosowania stosowaną w konkursie i możliwość zmian w celu wyeliminowania głosowania politycznego. Organizatorzy konkursu przesłali ankietę do uczestniczących nadawców, a grupa referencyjna uwzględniła odpowiedzi w swoich propozycjach dotyczących przyszłorocznego formatu. Telewizja Polska (TVP) zaproponowała wprowadzenie do Konkursu Piosenki Eurowizji międzynarodowego jury, podobnego do tego, które zastosowano w poprzednim Konkursie Tańca Eurowizji, aby zmniejszyć wpływ głosowania sąsiedzkiego i położyć większy nacisk na walory artystyczne piosenek. 
Europejska Unia Nadawców (EBU) postanowiła zmienić zasady głosowania w finale, ponownie wprowadzając krajowe komisje jurorskie i zasadę 50:50 (połowa głosów zależała od publiczności, natomiast druga połowa od specjalnego jury w każdym kraju). Międzynarodowe jury zostało pierwotnie częściowo wycofane z konkursu w 1997, a od 2003 roku głosowanie telewidzów stało się obowiązkowe – głosowanie jurorów było używane tylko w przypadku upadku linii telefonicznych lub sytuacji, w których nadawca nie mógł dostarczyć prawidłowych wyników głosowania. W półfinale na wyniki wpływ mieli głównie telewidzowie, którzy wybierali dziewięciu finalistów. Dziesiątym został reprezentant, który otrzymał tzw. „dziką kartę” od jurorów.  
W każdym kraju biorącym udział w konkursie powołano zostanie pięcioosobowe komisji jurorskie składające się z osób profesjonalnie zajmujących się muzyką, ale nie powiązanych z żadnym z uczestników konkursu. Jury oceniało występy na podstawie prezentacji podczas drugiej próby generalnej 15 maja 2009, a nie w trakcie samego koncertu finałowego. Każdy sędzia tworzył swoją punktację w tzw. „skali eurowizyjnej”, tj. 1-12 punktów, a po zliczeniu wszystkich rankingów przez sekretarza ułożono ostateczne krajowe noty. Remisy rozstrzygano poprzez głosowanie – podniesienie ręki. Rezultaty głosowania jurorów opublikowano przez EBU na oficjalnej stronie imprezy. Telewidzowie mogli oddawać głosy przez audiotele lub SMS 15 minut po zakończeniu prezentacji finałowych. Z jednego numeru można było zagłosować maksymalnie 20 razy. Następnie zsumowano głosy i zastosowano zasadę 50:50 (50% głosów należy do jury, 50% – do widzów; w przypadku remisu decydował głos widzów).

### Losowanie półfinałów
30 stycznia 2009 zdecydowano, które kraje pojawią się w pierwszym, a które w drugim półfinale. Kraje uczestniczące, poza tzw. „Wielką Czwórką” (Francją, Wielką Brytanią, Niemcami, Hiszpanią) oraz gospodarzem podzielono na 6 koszyków biorąc pod uwagę fakt, jak kraje głosowały w poprzednich konkursach. Część państw z każdego koszyka przydzielono do pierwszego półfinału, który odbył się 12 maja, a druga do drugiego – 14 maja. 16 marca odbyło się losowanie kolejności występów w każdej z rund półfinałowych i w finale oraz kolejność głosowania podczas finału.

### Kontrowersje

#### Konflikt między Armenią a Azerbejdżanem

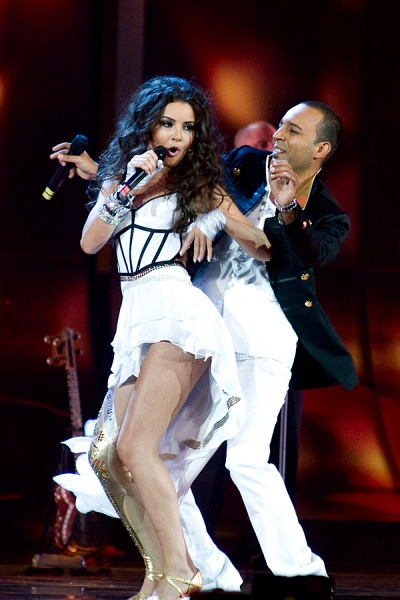
AySel i Arash podczas występu w konkursie

Po pierwszym półfinale, reprezentacja Azerbejdżanu złożyła skargę do EBU dotyczącą „pocztówki” poprzedzającej występ Armenii, ponieważ przedstawiono na niej monumentalny posąg My i Nasze Góry znajdujący się w nieuznawanej Republice Górskiego Karabachu jako symbol kraju, który prawnie jest uważany za część Azerbejdżanu. W wyniku skargi, wizytówka została zmieniona w czasie finałów. Jednakże podczas prezentacji wyników ormiańskich w odwecie na ekranie w tle wyświetlono sporny pomnik, a prezenterka Sirusho przeczytała wyniki z teczki ozdobionej zdjęciem posągu.
Azerskiemu nadawcy zarzucono również niepokazanie numerów do głosowania podczas występu ormiańskiego. Jednak zaprzeczyli temu, pokazując film, który pokazywał nienaruszony sygnał podczas prezentacji Armenii. Późniejsze dochodzenie EBU dowiodło, że azerski nadawca Ictimai TV niewyraźne wyświetlił numer podczas wejścia Armenii i zniekształcił sygnał telewizyjny, gdy reprezentacja Armenii występowała na scenie. EBU ukarała Ictimai TV grzywną. W sierpniu 2009 Azerzy głosujący na ormiańską propozycję zostali wezwani na przesłuchanie w Ministerstwie Bezpieczeństwa Narodowego w Baku, podczas którego oskarżono o „niepatriotyczne” i „potencjalne zagrożenie”.

#### Antyputinowska piosenka Gruzji
W lutym odbyły się gruzińskie eliminacje do konkursu, które ostatecznie wygrał utwór „We Don’t Wanna Put In” zespołu Stephane & 3G. Wygrana formacji wzbudziła kontrowersje ze względu na konotacje polityczne w tekście piosenki, sugerujące ataki na premiera Rosji, Władimira Putina. EBU odrzuciła piosenkę ze względu na naruszenie zasad konkursu (punkt mówiący o tym, że „żadna piosenka konkursowa nie może zawierać politycznych odniesień w swoim tekście”) oraz zaproponowała gruzińskiemu nadawcy zmianę tekstu piosenki lub wybór nowej utworu. Stacja odmówiła, twierdząc, że piosenka nie zawiera odniesień politycznych oraz że jej odrzucenie ze stawki konkursowej jest wynikiem presji politycznej ze strony Rosji, oraz wycofała się z konkursu.

#### Protesty LGBT
Rosyjski działacz praw gejów Nikołaj Aleksiejew użył konkursu jako platformy wspierania pozycji kraju na temat praw osób LGBT, przeciwdziałając poglądowi burmistrza Jurija Łużkowa, że homoseksualizm jest „szatański”. Alekseev ogłosił, że coroczna parada gejów zbiegnie się z finałem Konkursu Piosenki Eurowizji organizowanym 16 maja, czyli w przeddzień Międzynarodowego Dnia Walki z Homofobią. Parada została również zmieniona na „słowiańską dumę”, podczas której promowano prawa gejów i kulturę w całym regionie słowiańskiej Europy. Moskiewscy urzędnicy nie zezwolili jednak na organizację parady ze względu na to, że „zniszczy moralność w społeczeństwie”.
Parada została rozbita przez moskiewską policję, a 20 demonstrantów zostało aresztowanych, w tym Nikołaj Alekseev i obrońca praw człowieka Peter Tatchell, który krzyknął, że „to pokazuje, że Rosjanie nie są wolni”, kiedy był zabierany przez policję. Szwedzka reprezentantka Malena Ernman wspierała paradę mówiąc: „Nie jestem homoseksualna, ale dziś jestem szczęśliwa i dumna, że mogę nazywać siebie gejem – aby wspierać moich przyjaciół i fanów.”. Zwycięzca konkursu, Alexander Rybak reprezentujący Norwegię, odniósł się do kontrowersji w jednym z wywiadów, w którym nazwał Konkurs Piosenki Eurowizji „największą paradą gejów”. Bojkotem konkursu zagrozili natomiast reprezentanci Holandii, zespół De Toppers, którzy stwierdzili, że „jeśli demonstracja zostanie stłumiona siłą, odmówią wejścia na scenę podczas finału”.

#### Opóźnienie transmisji w Hiszpanii
Ze względu na swoje zobowiązania do transmisji Turnieju Tenisowego Madrid Open, hiszpański nadawca telewizyjny Espanola (TVE) zaczął nadawać drugi półfinał dopiero 66 minut po rozpoczęciu. W wyniku opóźnienia taśmy, nadawca nie skorzystał z wyników audiotele, ale z głosowania krajowego komisji sędziowskiej. Telewizja poprosiła EBU o możliwość transmitowania drugiego półfinału zamiast pierwszego, co miało związek m.in. z chęcią promocji imprezy. Ponieważ w głosowaniu półfinałowym wpływu na punktację nie mieli jurorzy, Andora i Portugalia liczyły na głosy sąsiada w pierwszym półfinale. Po transmisji stwierdziły, że hiszpańskie głosowanie miałoby pozytywny wpływ na ich wyniki w ich półfinale. Po zakończeniu koncertów półfinałowych EBU poinformowała, że Hiszpania poniesie sankcje za ich działania w konkursie, ale ich udział w kolejnym konkursie w Oslo nie będzie niemożliwy. Propozycja hiszpańska „La noche es para mi” zajęła przedostatnie, 24. miejsce w finale.

## Kraje uczestniczące

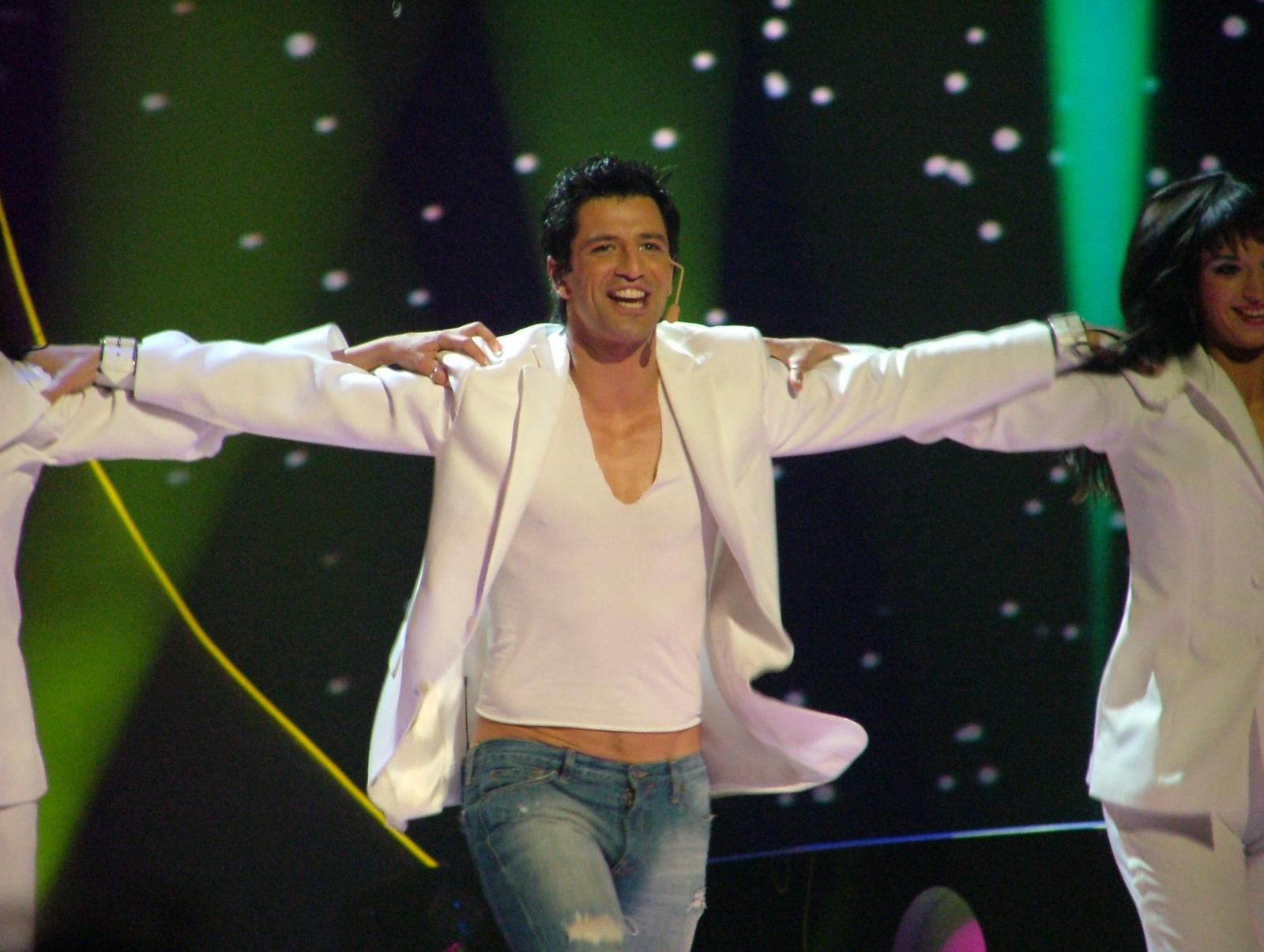
Sakis Ruwas z Grecji podczas występu w konkursie w 2004

W konkursie w 2009 wzięli udział reprezentanci 42 nadawców publicznych, w tym m.in. telewizja ze Słowacji, która powróciła do rywalizacji po dziesięciu latach nieobecności. Telewizja z San Marino zrezygnowało z wystawienia reprezentanta z powodów finansowych, natomiast stacja z Gruzji, w której doszło do wojny w Osetii Południowej, została zdyskwalifikowana z udziału w konkursie za złamanie regulaminu. Pierwotnie z udziału w konkursie miała też zrezygnować delegacja z Litwy, ponieważ była niezadowolona z odgórnie narzuconej wizualizacji występu.

### Powracający artyści
Podczas 54. Konkursu Piosenki Eurowizji wystąpiło kilku artystów, którzy wzięli udział w konkursie w poprzednich latach. Reprezentujący Grecję Sakis Ruwas wcześniej wystąpił w barwach kraju podczas 49. Konkursu Piosenki Eurowizji, w którym zajął ostatecznie trzecie miejsce. Przedstawicielka Malty, Chiara, dwukrotnie reprezentowała swój kraj w finale widowiska – w 1998 i 2005.

## Wyniki

### Pierwszy półfinał
Pierwszy półfinał odbył się 12 maja 2009. W tym półfinale głosowały dwa kraje finałowe: Niemcy i Wielka Brytania. W pierwszym półfinale dziką kartę otrzymała Finlandia, która zajęła 12. miejsce i tym samym wyprzedziła Macedonię i Czarnogórę.
| Lp. | Kraj                 | Artysta                | Piosenka                       | Język                         | Miejsce | Punkty |
| --- | -------------------- | ---------------------- | ------------------------------ | ----------------------------- | ------- | ------ |
| 1   | Czarnogóra           | Andrea Demirović       | „Just Get Out of My Life”      | angielski                     | 11      | 44     |
| 2   | Czechy               | Gipsy.cz               | „Aven Romale”                  | angielski, romski             | 18      | 0      |
| 3   | Belgia               | Patrick Ouchène        | „Copycat”                      | angielski                     | 17      | 1      |
| 4   | Białoruś             | Piotr Jełfimau         | „Eyes That Never Lie”          | angielski                     | 13      | 25     |
| 5   | Szwecja              | Malena Ernman          | „La voix”                      | angielski, francuski          | 4       | 105    |
| 6   | Armenia              | Inga i Anusz Arszakian | „Dżan dżan”                    | angielski, ormiański          | 5       | 99     |
| 7   | Andora               | Susanne Georgi         | „La teva decisió (Get a Life)” | angielski, kataloński         | 15      | 8      |
| 8   | Szwajcaria           | Lovebugs               | „The Highest Heights”          | angielski                     | 14      | 15     |
| 9   | Turcja               | Hadise                 | „Düm tek tek”                  | angielski, turecki            | 2       | 172    |
| 10  | Izrael               | Noa i Mira Awad        | „There Must Be Another Way”    | angielski, arabski, hebrajski | 7       | 75     |
| 11  | Bułgaria             | Krasimir Awramow       | „Illusion”                     | angielski                     | 16      | 7      |
| 12  | Islandia             | Yohanna                | „Is It True?”                  | angielski                     | 1       | 174    |
| 13  | Macedonia            | Next Time              | „Neszto szto ḱe ostane”        | macedoński                    | 10      | 45     |
| 14  | Rumunia              | Elena Gheorghe         | „The Balkan Girls”             | angielski                     | 9       | 67     |
| 15  | Finlandia            | Waldo’s People         | „Lose Control”                 | angielski                     | 12      | 42     |
| 16  | Portugalia           | Flor-de-Lis            | „Todas as ruas do amor”        | portugalski                   | 8       | 70     |
| 17  | Malta                | Chiara                 | „What If We”                   | angielski                     | 6       | 86     |
| 18  | Bośnia i Hercegowina | Regina                 | „Bistra voda”                  | bośniacki                     | 3       | 125    |

### Wyniki pierwszego półfinału
| Uczestnicy konkursu | Czarnogóra           | 44  | N  | –  | –  | 3  | –  | 5  | 1  | 2  | 5  | 1  | –  | –  | 8  | –  | –  | 1  | 6  | 10 | 2  | –  |
| Uczestnicy konkursu | Czechy               | 0   | –  | N  | –  | –  | –  | –  | –  | –  | –  | –  | –  | –  | –  | –  | –  | –  | –  | –  | –  | –  |
| Uczestnicy konkursu | Belgia               | 1   | –  | –  | N  | –  | –  | 1  | –  | –  | –  | –  | –  | –  | –  | –  | –  | –  | –  | –  | –  | –  |
| Uczestnicy konkursu | Białoruś             | 25  | 2  | 1  | –  | N  | 1  | 4  | –  | –  | –  | 4  | 1  | 1  | 6  | –  | –  | –  | 1  | –  | –  | –  |
| Uczestnicy konkursu | Szwecja              | 105 | –  | 6  | 4  | 7  | N  | 8  | 7  | 4  | 4  | 7  | –  | 10 | 3  | 4  | 10 | 8  | 8  | 4  | 4  | 7  |
| Uczestnicy konkursu | Armenia              | 99  | 4  | 12 | 10 | 10 | 5  | N  | –  | 1  | 10 | 10 | 8  | 2  | 8  | 8  | 1  | –  | –  | 1  | 10 | 5  |
| Uczestnicy konkursu | Andora               | 8   | –  | –  | –  | –  | –  | –  | N  | –  | 1  | –  | –  | –  | –  | –  | –  | 4  | 3  | –  | –  | –  |
| Uczestnicy konkursu | Szwajcaria           | 15  | –  | –  | –  | 2  | 2  | –  | 2  | N  | –  | –  | –  | –  | –  | –  | 5  | 2  | –  | 2  | –  | –  |
| Uczestnicy konkursu | Turcja               | 172 | 8  | 5  | 12 | 6  | 7  | 10 | 5  | 12 | N  | 6  | 12 | 7  | 12 | 12 | 7  | 5  | 10 | 12 | 12 | 12 |
| Uczestnicy konkursu | Izrael               | 75  | 5  | 4  | 3  | 4  | 6  | 7  | 8  | 5  | 3  | N  | 4  | 6  | 1  | 3  | 6  | –  | 4  | –  | 5  | 1  |
| Uczestnicy konkursu | Bułgaria             | 7   | –  | –  | –  | –  | –  | –  | –  | –  | 2  | –  | N  | –  | 5  | –  | –  | –  | –  | –  | –  | –  |
| Uczestnicy konkursu | Islandia             | 174 | 7  | 10 | 7  | 12 | 12 | 12 | 10 | 7  | 8  | 12 | 6  | N  | 4  | 10 | 12 | 12 | 12 | 7  | 6  | 8  |
| Uczestnicy konkursu | Macedonia            | 45  | 10 | 3  | –  | –  | –  | –  | –  | 6  | 6  | –  | 10 | –  | N  | 2  | –  | –  | –  | 8  | –  | –  |
| Uczestnicy konkursu | Rumunia              | 67  | 6  | –  | 2  | 1  | –  | 2  | 4  | –  | 7  | 8  | 5  | 4  | 7  | N  | –  | 10 | 2  | 6  | 1  | 2  |
| Uczestnicy konkursu | Finlandia            | 42  | 3  | –  | 1  | –  | 10 | –  | 3  | –  | –  | –  | –  | 12 | –  | 1  | N  | 3  | 5  | –  | –  | 4  |
| Uczestnicy konkursu | Portugalia           | 70  | –  | 2  | 6  | –  | 3  | –  | 12 | 10 | –  | 2  | 2  | 8  | –  | 7  | 2  | N  | –  | 3  | 7  | 6  |
| Uczestnicy konkursu | Malta                | 86  | 1  | 7  | 8  | 8  | 4  | 3  | 6  | 3  | –  | 5  | 5  | 5  | 5  | 6  | 3  | 6  | N  | 5  | 3  | 10 |
| Uczestnicy konkursu | Bośnia i Hercegowina | 125 | 12 | 8  | 5  | 5  | 8  | 6  | –  | 8  | 12 | 3  | 7  | 3  | 10 | 5  | 8  | 7  | 7  | N  | 8  | 3  |

### Drugi półfinał
Drugi półfinał odbył się 14 maja 2009. W tym półfinale głosowały trzy kraje finałowe: Francja, Rosja i Hiszpania. W drugim półfinale dziką kartę dostała Chorwacja, która zajęła 13. miejsce i tym samym wyprzedziła Serbię, Irlandię i Polskę.
| Lp. | Kraj        | Artysta                         | Piosenka                             | Język                | Miejsce | Punkty |
| --- | ----------- | ------------------------------- | ------------------------------------ | -------------------- | ------- | ------ |
| 1   | Chorwacja   | Igor Cukrov i Andrea Šušnjara   | „Lijepa Tena”                        | chorwacki            | 13      | 33     |
| 2   | Irlandia    | Sinéad Mulvey i Black Daisy     | „Et Cetera”                          | angielski            | 11      | 52     |
| 3   | Łotwa       | Intars Busulis                  | „Probka”                             | rosyjski             | 19      | 7      |
| 4   | Serbia      | Marko Kon i Milan Nikolić       | „Cipela”                             | serbski              | 10      | 60     |
| 5   | Polska      | Lidia Kopania                   | „I Don’t Wanna Leave”                | angielski            | 12      | 43     |
| 6   | Norwegia    | Alexander Rybak                 | „Fairytale”                          | angielski            | 1       | 201    |
| 7   | Cypr        | Christina Metaxas               | „Firefly”                            | angielski            | 14      | 32     |
| 8   | Słowacja    | Kamil Mikulčík i Nela Pocisková | „Leť tmou”                           | słowacki             | 18      | 8      |
| 9   | Dania       | Niels Brinck                    | „Believe Again”                      | angielski            | 8       | 69     |
| 10  | Słowenia    | Quartissimo i Martina Majerle   | „Love Symphony”                      | angielski, słoweński | 16      | 14     |
| 11  | Węgry       | Zoli Ádok                       | „Dance with Me”                      | angielski            | 15      | 16     |
| 12  | Azerbejdżan | Aysel Teymurzadə i Arash        | „Always”                             | angielski            | 2       | 180    |
| 13  | Grecja      | Sakis Ruwas                     | „This Is Our Night”                  | angielski            | 4       | 110    |
| 14  | Litwa       | Sasha Son                       | „Love”                               | angielski, rosyjski  | 9       | 66     |
| 15  | Mołdawia    | Nelly Ciobanu                   | „Hora din Moldova”                   | rumuński, angielski  | 5       | 106    |
| 16  | Albania     | Kejsi Tola                      | „Carry Me in Your Dreams”            | angielski            | 7       | 73     |
| 17  | Ukraina     | Switłana Łoboda                 | „Be My Valentine (Anti-Crisis Girl)” | angielski            | 6       | 80     |
| 18  | Estonia     | Urban Symphony                  | „Rändajad”                           | estoński             | 3       | 115    |
| 19  | Holandia    | De Toppers                      | „Shine”                              | angielski            | 17      | 11     |

### Wyniki drugiego półfinału
| Uczestnicy konkursu |     |    |    |    |    |    |    |    |    |    |    |    |    |    |    |    |    |    |    |    |    |    |    |
| Chorwacja           | 33  | N  | –  | –  | 12 | –  | –  | 2  | –  | –  | 10 | 1  | –  | –  | –  | 3  | 1  | 1  | –  | –  | –  | 3  | –  |
| Irlandia            | 52  | 1  | N  | 5  | 3  | 3  | 4  | –  | –  | 10 | 2  | –  | –  | –  | 7  | 2  | 7  | –  | 4  | 3  | 1  | –  | –  |
| Łotwa               | 7   | –  | –  | N  | –  | –  | –  | –  | –  | –  | –  | –  | –  | –  | 6  | –  | –  | –  | 1  | –  | –  | –  | –  |
| Serbia              | 60  | 12 | –  | –  | N  | –  | 2  | 4  | –  | –  | 12 | 2  | –  | 5  | –  | –  | –  | –  | –  | 6  | 12 | –  | 5  |
| Polska              | 43  | –  | 10 | –  | –  | N  | 3  | –  | 3  | 3  | –  | –  | 1  | 1  | 3  | 1  | 6  | 6  | –  | 2  | 4  | –  | –  |
| Norwegia            | 201 | 8  | 8  | 10 | 8  | 10 | N  | 8  | 10 | 12 | 8  | 10 | 12 | 8  | 12 | 10 | 8  | 10 | 12 | 12 | 3  | 10 | 12 |
| Cypr                | 32  | –  | 2  | 1  | 2  | –  | –  | N  | 1  | 7  | –  | –  | –  | 12 | 1  | –  | –  | –  | 6  | –  | –  | –  | –  |
| Słowacja            | 8   | –  | 1  | –  | –  | –  | –  | –  | N  | –  | –  | –  | –  | –  | –  | –  | 4  | 2  | –  | –  | –  | 1  | –  |
| Dania               | 69  | 2  | 7  | 3  | 1  | 1  | 12 | 3  | –  | N  | 5  | 3  | 2  | 2  | 5  | –  | 5  | –  | 8  | 7  | –  | –  | 4  |
| Słowenia            | 14  | 7  | –  | –  | 5  | –  | –  | –  | –  | –  | N  | –  | –  | –  | –  | –  | 2  | –  | –  | –  | –  | –  | –  |
| Węgry               | 16  | –  | –  | –  | –  | –  | –  | –  | 2  | –  | –  | N  | 8  | –  | –  | –  | 3  | –  | –  | –  | –  | –  | 3  |
| Azerbejdżan         | 180 | 6  | 6  | 8  | 6  | 12 | 6  | 10 | 12 | 8  | 6  | 12 | N  | 7  | 10 | 12 | –  | 12 | 10 | 8  | 10 | 12 | 7  |
| Grecja              | 110 | 3  | –  | 4  | 10 | 2  | 1  | 12 | 5  | 2  | 4  | 6  | 4  | N  | 4  | 6  | 12 | 4  | 5  | 10 | 6  | 4  | 6  |
| Litwa               | 66  | –  | 12 | 7  | –  | 4  | 7  | 1  | –  | 5  | –  | –  | 6  | –  | N  | 4  | –  | 5  | 7  | –  | 2  | 5  | 1  |
| Mołdawia            | 106 | 5  | 5  | 2  | 7  | 5  | 10 | 7  | 7  | –  | 3  | 5  | 7  | 6  | –  | N  | –  | 8  | 2  | 4  | 7  | 8  | 8  |
| Albania             | 73  | 10 | –  | –  | –  | 6  | 5  | –  | 4  | 6  | 7  | 4  | 5  | 10 | –  | 5  | N  | 3  | –  | 1  | 5  | 2  | –  |
| Ukraina             | 80  | –  | 3  | 6  | 1  | 7  | –  | 6  | 6  | –  | –  | 8  | 10 | 3  | 2  | 8  | –  | N  | 3  | –  | –  | 7  | 10 |
| Estonia             | 115 | 4  | 4  | 12 | 4  | 8  | 8  | 5  | 8  | 4  | 1  | 7  | 3  | 4  | 8  | 7  | –  | 7  | N  | 5  | 8  | 6  | 2  |
| Holandia            | 11  | –  | –  | –  | –  | –  | –  | –  | –  | 1  | –  | –  | –  | –  | –  | –  | 10 | –  | –  | N  | –  | –  | –  |

### Finał

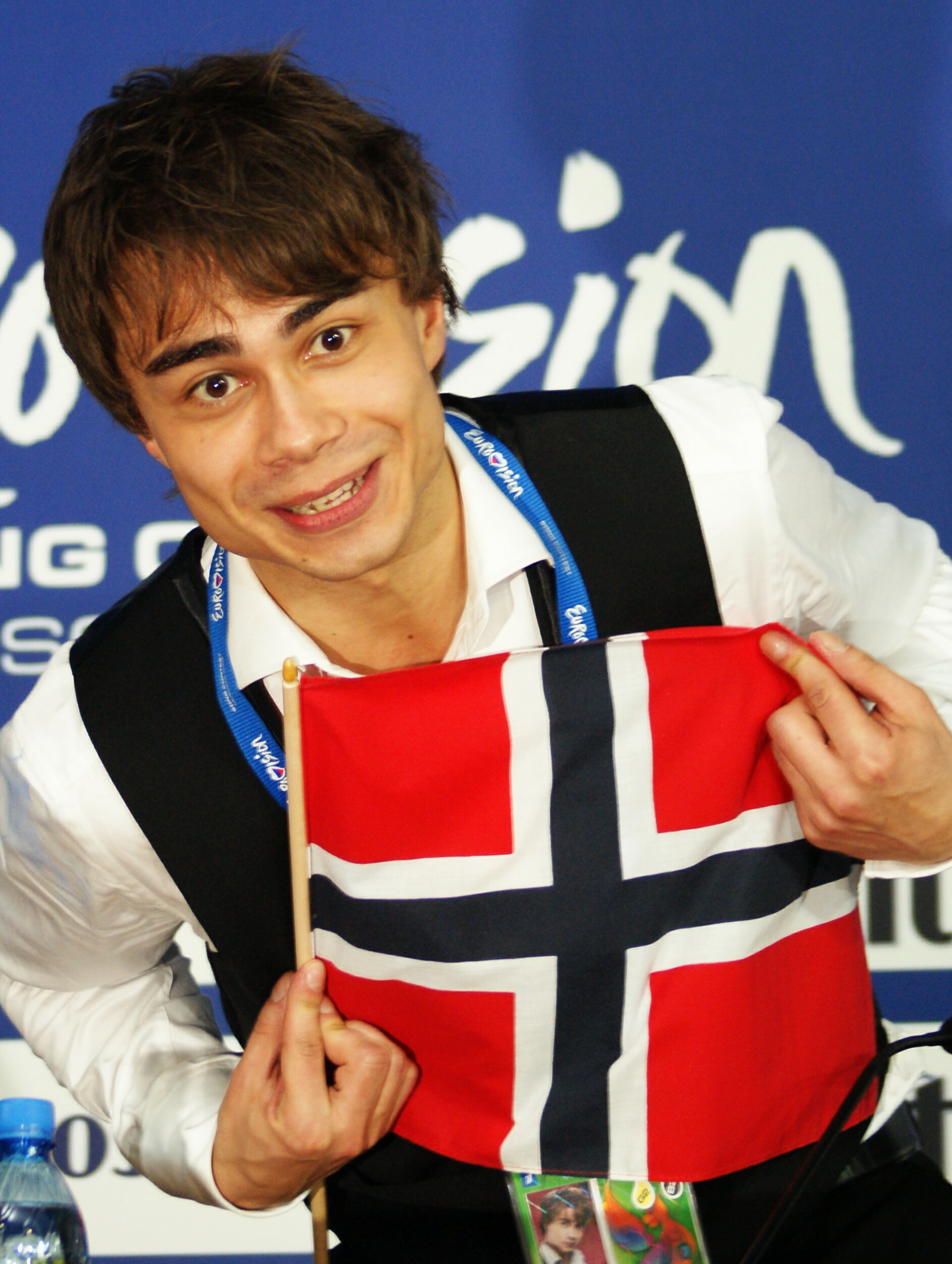
Alexander Rybak, laureat 54. Konkursu Piosenki Eurowizji, maj 2009

Finał odbył się 16 maja 2009 o godzinie 21:00 (CEST). Finalistami zostali kraje tzw. „Wielkiej Czwórki” oraz organizator konkursu – Rosja oraz po dziewięć najlepszych krajów z pierwszego i drugiego półfinału oraz dwa kraje z tzw. „dziką kartą” (Finlandia i Chorwacja). O wynikach zadecydowali jurorzy i telewidzowie ze wszystkich krajów rywalizujących w konkursie. Po zsumowaniu punktów ze wszystkich krajów państwo z największą liczbą punktów zostało ogłoszone zwycięzcą 54. Konkursu Piosenki Eurowizji.
| Lp. | Kraj                 | Artysta                       | Piosenka                             | Język                         | Miejsce | Punkty |
| --- | -------------------- | ----------------------------- | ------------------------------------ | ----------------------------- | ------- | ------ |
| 1   | Litwa                | Sasha Son                     | „Love”                               | angielski, rosyjski           | 23      | 23     |
| 2   | Izrael               | Noa i Mira Awad               | „There Must Be Another Way”          | angielski, arabski, hebrajski | 16      | 53     |
| 3   | Francja              | Patricia Kaas                 | „Et s’il fallait le faire”           | francuski                     | 8       | 107    |
| 4   | Szwecja              | Malena Ernman                 | „La voix”                            | angielski, francuski          | 21      | 33     |
| 5   | Chorwacja            | Igor Cukrov i Andrea Šušnjara | „Lijepa Tena”                        | chorwacki                     | 18      | 45     |
| 6   | Portugalia           | Flor-de-Lis                   | „Todas as ruas do amor”              | portugalski                   | 15      | 57     |
| 7   | Islandia             | Yohanna                       | „Is It True?”                        | angielski                     | 2       | 218    |
| 8   | Grecja               | Sakis Ruwas                   | „This Is Our Night”                  | angielski                     | 7       | 120    |
| 9   | Armenia              | Inga i Anusz Arszakian        | „Dżan dżan”                          | angielski, ormiański          | 10      | 92     |
| 10  | Rosja                | Anastasija Prychod´ko         | „Mamo”                               | rosyjski, ukraiński           | 11      | 91     |
| 11  | Azerbejdżan          | Aysel Teymurzadə i Arash      | „Always”                             | angielski                     | 3       | 207    |
| 12  | Bośnia i Hercegowina | Regina                        | „Bistra voda”                        | bośniacki                     | 9       | 106    |
| 13  | Mołdawia             | Nelly Ciobanu                 | „Hora din Moldova”                   | rumuński, angielski           | 14      | 69     |
| 14  | Malta                | Chiara                        | „What If We”                         | angielski                     | 22      | 31     |
| 15  | Estonia              | Urban Symphony                | „Rändajad”                           | estoński                      | 6       | 129    |
| 16  | Dania                | Niels Brinck                  | „Believe Again”                      | angielski                     | 13      | 74     |
| 17  | Niemcy               | Alex C i Oscar Loya           | „Miss Kiss Kiss Bang”                | angielski                     | 20      | 35     |
| 18  | Turcja               | Hadise                        | „Düm tek tek”                        | angielski, turecki            | 4       | 177    |
| 19  | Albania              | Kejsi Tola                    | „Carry Me in Your Dreams”            | angielski                     | 17      | 48     |
| 20  | Norwegia             | Alexander Rybak               | „Fairytale”                          | angielski                     | 1       | 387    |
| 21  | Ukraina              | Switłana Łoboda               | „Be My Valentine (Anti-Crisis Girl)” | angielski                     | 12      | 76     |
| 22  | Rumunia              | Elena Gheorghe                | „The Balkan Girls”                   | angielski                     | 19      | 40     |
| 23  | Wielka Brytania      | Jade Ewen                     | „It’s My Time”                       | angielski                     | 5       | 173    |
| 24  | Finlandia            | Waldo’s People                | „Lose Control”                       | angielski                     | 25      | 22     |
| 25  | Hiszpania            | Soraya                        | „La noche es para mí”                | hiszpański, angielski         | 24      | 23     |

### Wyniki finału
Pełne wyniki głosowania jurorów i telewidzów zostały opublikowane przez EBU w czerwcu 2009.
| Wyniki jurorów i telewidzów | Wyniki jurorów i telewidzów | Wyniki jurorów i telewidzów | Wyniki jurorów i telewidzów | Wyniki jurorów i telewidzów |
| Miejsce                     | Telewidzowie                | Punkty                      | Jurorzy                     | Punkty                      |
| --------------------------- | --------------------------- | --------------------------- | --------------------------- | --------------------------- |
| 1                           | Norwegia                    | 378                         | Norwegia                    | 312                         |
| 2                           | Azerbejdżan                 | 253                         | Islandia                    | 260                         |
| 3                           | Turcja                      | 203                         | Wielka Brytania             | 223                         |
| 4                           | Islandia                    | 173                         | Francja                     | 164                         |
| 5                           | Grecja                      | 151                         | Estonia                     | 124                         |
| 6                           | Estonia                     | 129                         | Dania                       | 120                         |
| 7                           | Bośnia i Hercegowina        | 124                         | Turcja                      | 114                         |
| 8                           | Armenia                     | 121                         | Azerbejdżan                 | 112                         |
| 9                           | Rosja                       | 118                         | Izrael                      | 107                         |
| 10                          | Wielka Brytania             | 105                         | Mołdawia                    | 93                          |
| 11                          | Albania                     | 81                          | Grecja                      | 93                          |
| 12                          | Ukraina                     | 70                          | Bośnia i Hercegowina        | 90                          |
| 13                          | Mołdawia                    | 66                          | Malta                       | 87                          |
| 14                          | Rumunia                     | 64                          | Niemcy                      | 73                          |
| 15                          | Szwecja                     | 59                          | Armenia                     | 71                          |
| 16                          | Chorwacja                   | 55                          | Ukraina                     | 68                          |
| 17                          | Francja                     | 54                          | Rosja                       | 67                          |
| 18                          | Portugalia                  | 45                          | Portugalia                  | 64                          |
| 19                          | Dania                       | 40                          | Chorwacja                   | 58                          |
| 20                          | Litwa                       | 38                          | Litwa                       | 31                          |
| 21                          | Hiszpania                   | 38                          | Rumunia                     | 31                          |
| 22                          | Finlandia                   | 30                          | Szwecja                     | 27                          |
| 23                          | Niemcy                      | 18                          | Albania                     | 26                          |
| 24                          | Malta                       | 18                          | Finlandia                   | 12                          |
| 25                          | Izrael                      | 15                          | Hiszpania                   | 9                           |

|                                                            |                      | Wyniki | Wyniki   | Wyniki | Wyniki | Wyniki | Wyniki  | Wyniki   | Wyniki  | Wyniki | Wyniki | Wyniki | Wyniki     | Wyniki | Wyniki    | Wyniki     | Wyniki   | Wyniki | Wyniki          | Wyniki    | Wyniki   | Wyniki | Wyniki               | Wyniki  | Wyniki | Wyniki  | Wyniki | Wyniki | Wyniki | Wyniki   | Wyniki  | Wyniki    | Wyniki     | Wyniki  | Wyniki   | Wyniki | Wyniki   | Wyniki   | Wyniki  | Wyniki | Wyniki      | Wyniki   | Wyniki | Wyniki | Wyniki |
| Suma punktów                                               | Hiszpania            | Belgia | Białoruś | Malta  | Niemcy | Czechy | Szwecja | Islandia | Francja | Izrael | Rosja  | Łotwa  | Czarnogóra | Andora | Finlandia | Szwajcaria | Bułgaria | Litwa  | Wielka Brytania | Macedonia | Słowacja | Grecja | Bośnia i Hercegowina | Ukraina | Turcja | Albania | Serbia | Cypr   | Polska | Holandia | Estonia | Chorwacja | Portugalia | Rumunia | Irlandia | Dania  | Mołdawia | Słowenia | Armenia | Węgry  | Azerbejdżan | Norwegia |        |        |        |
| ---------------------------------------------------------- | -------------------- | ------ | -------- | ------ | ------ | ------ | ------- | -------- | ------- | ------ | ------ | ------ | ---------- | ------ | --------- | ---------- | -------- | ------ | --------------- | --------- | -------- | ------ | -------------------- | ------- | ------ | ------- | ------ | ------ | ------ | -------- | ------- | --------- | ---------- | ------- | -------- | ------ | -------- | -------- | ------- | ------ | ----------- | -------- | ------ | ------ | ------ |
| Uczestnicy konkursu                                        | Litwa                | 23     |          |        |        |        |         |          |         |        |        |        |            | 7      |           |            |          |        | 1               | X         | 4        |        |                      |         |        |         |        |        |        |          |         |           | 2          |         |          |        | 7        | 1        |         |        |             |          | 1      |        |        |
| Uczestnicy konkursu                                        | Izrael               | 53     |          | 8      |        |        |         | 4        |         |        | 10     | X      |            |        | 4         | 7          |          | 1      |                 |           |          |        | 5                    |         | 8      | 1       |        |        |        |          |         |           | 5          |         |          |        |          |          |         |        |             |          |        |        |        |
| Uczestnicy konkursu                                        | Francja              | 107    | 3        | 1      | 7      |        | 3       |          |         | 6      | X      | 5      | 10         | 5      | 1         | 3          | 4        | 7      |                 | 6         | 1        |        |                      | 6       | 6      | 3       |        | 2      | 3      |          |         | 6         |            |         |          |        | 3        | 2        |         | 7      | 6           |          |        | 1      |        |
| Uczestnicy konkursu                                        | Szwecja              | 33     |          |        |        | 4      |         |          | X       | 3      | 2      |        |            |        |           | 2          | 7        |        |                 |           |          |        |                      |         |        |         |        | 1      |        |          |         |           | 6          |         |          |        |          | 4        |         |        |             |          |        | 4      |        |
| Uczestnicy konkursu                                        | Chorwacja            | 45     |          |        |        |        |         |          |         | 1      |        |        |            |        | 8         |            |          |        |                 |           |          | 4      | –                    | 2       | 12     |         |        |        | 5      |          |         |           |            | X       |          |        |          |          | 2       | 6      |             |          | 5      |        |        |
| Uczestnicy konkursu                                        | Portugalia           | 57     | 8        | 6      |        |        |         | 7        |         | 7      | 7      |        |            |        |           | 6          |          | 10     |                 |           |          |        | 2                    |         | 1      |         |        |        |        |          |         |           | 3          |         | X        |        |          |          |         |        |             |          |        |        |        |
| Uczestnicy konkursu                                        | Islandia             | 218    |          |        | 2      | 12     | 7       | 2        | 10      | X      |        | 10     | 3          | 8      | 5         | 8          | 10       | 5      | 5               | 8         | 8        | 2      | 6                    | 4       |        |         | 2      | 6      |        | 5        | 1       | 7         | 8          | 2       | 8        | 10     | 12       | 10       | 3       | 5      | 5           | 7        |        | 12     |        |
| Uczestnicy konkursu                                        | Grecja               | 120    | 1        | 5      | 5      | 7      | 6       |          | 2       |        |        |        | 4          |        | 2         |            |          | 2      | 12              |           | 5        |        |                      | X       | 5      |         |        | 12     | 6      | 12       |         | 1         |            | 7       |          | 8      |          |          |         | 4      | 10          | 4        |        |        |        |
| Uczestnicy konkursu                                        | Armenia              | 92     | 4        | 7      | 1      |        |         | 12       | 3       | 5      | 6      | 8      | 5          |        |           |            | 1        |        | 6               |           |          | 1      | 3                    |         |        | 2       | 6      |        |        | 4        | 2       | 5         |            |         | 4        | 7      |          |          |         |        | X           |          |        |        |        |
| Uczestnicy konkursu                                        | Rosja                | 91     |          |        | 8      |        | 5       | 8        |         |        |        | 7      | X          | 6      |           |            |          |        |                 | 7         |          |        |                      |         |        | 8       | 4      |        |        | 1        | 3       |           | 10         |         |          |        |          |          | 6       |        | 12          |          | 6      |        |        |
| Uczestnicy konkursu                                        | Azerbejdżan          | 207    |          | 3      | 10     | 1      |         | 10       | 8       |        | 1      | 6      | 7          | 4      | 6         |            | 2        |        | 8               | 5         | 3        | 3      | 4                    | 8       | 3      | 10      | 12     | 4      | 4      | 8        | 6       | 10        | 7          | 10      |          | 4      |          | 8        | 10      | 1      | 1           | 10       | X      | 10     |        |
| Uczestnicy konkursu                                        | Bośnia i Hercegowina | 106    |          |        |        |        | 2       |          | 5       | 2      |        |        |            |        | 12        |            | 6        | 4      | 4               |           |          | 10     | 8                    |         | X      |         | 8      | 5      | 12     |          |         | 4         |            | 12      |          |        |          |          |         | 10     |             |          | 2      |        |        |
| Uczestnicy konkursu                                        | Mołdawia             | 69     | 5        | 4      |        |        |         |          |         |        |        | 1      | 1          |        |           |            |          |        |                 |           |          |        |                      |         |        | 7       | 7      |        |        |          | 5       |           |            | 3       | 12       | 12     |          |          | X       |        | 2           |          | 7      | 3      |        |
| Uczestnicy konkursu                                        | Malta                | 31     | –        |        |        | X      | 4       |          |         |        |        |        |            | 1      |           | 1          | 3        |        |                 | 1         | 6        |        |                      |         |        |         |        |        | 7      |          |         |           |            |         |          | 3      | 5        |          |         |        |             |          |        |        |        |
| Uczestnicy konkursu                                        | Estonia              | 129    |          |        | 4      |        | 1       |          | 7       | 10     |        |        | 8          | 10     |           |            | 12       |        |                 | 10        |          |        | 12                   | 5       |        | 4       |        |        |        | 3        | 8       |           | X          | 6       |          | 1      | 6        | 5        | 7       |        |             | 6        | 4      |        |        |
| Uczestnicy konkursu                                        | Dania                | 74     |          |        |        | 6      |         |          |         | 4      | 5      |        |            | 3      |           | 5          |          |        |                 | 2         |          |        |                      |         |        | 5       |        |        | 1      | 6        | 7       |           |            |         |          | 2      | 4        | X        | 5       | 8      |             | 3        |        | 8      |        |
| Uczestnicy konkursu                                        | Niemcy               | 35     |          | 2      |        |        | X       |          |         |        | 3      |        |            |        |           |            |          |        |                 |           | 7        |        |                      |         | 2      |         | 1      | 3      | –      |          |         | 2         |            |         | 1        |        | 1        | 7        |         |        |             |          |        | 6      |        |
| Uczestnicy konkursu                                        | Turcja               | 177    | 2        | 12     |        | 5      | 10      | 1        | 6       |        | 12     | 3      |            |        | 3         |            | 5        | 12     | 10              |           | 12       | 12     |                      | 3       | 7      |         | X      | 10     |        |          |         | 8         |            | 1       | 3        | 6      |          | 6        |         |        | 4           | 5        | 12     | 7      |        |
| Uczestnicy konkursu                                        | Albania              | 48     |          |        |        |        |         |          | 1       |        |        |        |            |        | 7         |            |          | 6      |                 |           |          | 7      |                      | 7       |        |         | 10     | X      |        |          |         |           | 1          | 5       |          |        |          |          |         | 2      |             | 2        |        |        |        |
| Uczestnicy konkursu                                        | Norwegia             | 387    | 12       | 10     | 12     | 8      | 12      | 3        | 12      | 12     | 8      | 12     | 12         | 12     | 10        | 10         | 8        | 8      | 2               | 12        | 10       | 8      | 10                   | 10      | 10     | 12      | 3      | 7      | 10     | 10       | 12      | 12        | 12         | 8       | 5        | 5      | 8        | 12       | 8       | 12     | 8           | 12       | 8      | X      |        |
| Uczestnicy konkursu                                        | Ukraina              | 76     | 6        |        | 6      | 2      |         | 5        |         |        |        | 2      | 2          |        |           |            |          |        |                 | 4         | 2        |        | 1                    |         |        | X       |        |        |        |          | 10      |           |            |         | 6        |        |          |          | 4       |        | 3           | 8        | 10     | 5      |        |
| Uczestnicy konkursu                                        | Rumunia              | 40     | 7        |        |        |        |         |          |         |        |        |        |            |        |           |            |          |        |                 |           |          | 5      |                      |         |        |         | 5      |        | 2      | 2        |         |           |            |         | 2        | X      | 2        |          | 12      |        |             |          | 3      |        |        |
| Uczestnicy konkursu                                        | Wielka Brytania      | 173    | 10       |        | 3      | 10     | 8       | 6        |         |        | 4      | 4      | 6          | 2      |           | 4          |          |        | 7               | 3         | X        | 6      | 7                    | 12      | 4      | 6       |        | 8      | 8      | 7        | 4       | 3         |            | 4       | 10       |        | 10       | 3        | 1       | 3      | 7           | 1        |        | 2      |        |
| Uczestnicy konkursu                                        | Finlandia            | 22     |          |        |        | 3      |         |          | 4       | 8      |        |        |            |        |           |            | X        |        | 3               |           |          |        |                      |         |        |         |        |        |        |          |         |           | 4          |         |          |        |          |          |         |        |             |          |        |        |        |
| Uczestnicy konkursu                                        | Hiszpania            | 23     | X        |        |        |        |         |          |         |        |        |        |            |        |           | 12         |          | 3      |                 |           |          |        |                      | 1       |        |         |        |        |        |          |         |           |            |         | 7        |        |          |          |         |        |             |          |        |        |        |
| Kraje w tabeli są uporządkowane w kolejności występowania. |                      |        |          |        |        |        |         |          |         |        |        |        |            |        |           |            |          |        |                 |           |          |        |                      |         |        |         |        |        |        |          |         |           |            |         |          |        |          |          |         |        |             |          |        |        |        |